# کارلوس کاربونرو
کارلوس کاربونرو (اسپانیایی: Carlos Carbonero‎؛ زادهٔ ۲۵ ژوئیهٔ ۱۹۹۰) یک بازیکن فوتبال اهل کلمبیا است.

## تیم ملی
وی همچنین در تیم ملی فوتبال کلمبیا بازی کرده است.